# 太平洋・北米パターン
太平洋・北米パターン（たいへいよう・ほくべいパターン、Pacific - North American pattern：PNA）とは太平洋西部から北アメリカ大陸にかけての地域で起こるテレコネクションパターンである。多数のブロックの気候が、互いに伴って変化する。

## 概要
もともとエルニーニョ・南方振動（ENSO）に伴う北アメリカ大陸の気候への影響を研究する中で発見され、解明されてきた現象である。熱帯の対流が盛んな地域が移動するのに伴ってロスビー波の伝播パターンが変わり、インドネシア近海から北米に向かって高気圧帯と低気圧帯が交互に現れる。これが高温や低温、大雨や干ばつといった異常気象を誘発する。
NOAAが算出しているPNA指数は、500hPa高度（気圧が500hPaになる高度で、これが高いほど気圧が高い）の平年差を北緯15～25°・180～西経140°Wの数値-北緯40～50°・180～西経140°の数値+北緯45～60°・西経125～105°の数値-北緯25～35°・西経90～70°の数値として計算したものである。